# Émeutes anti-G8 de Gênes de 2001

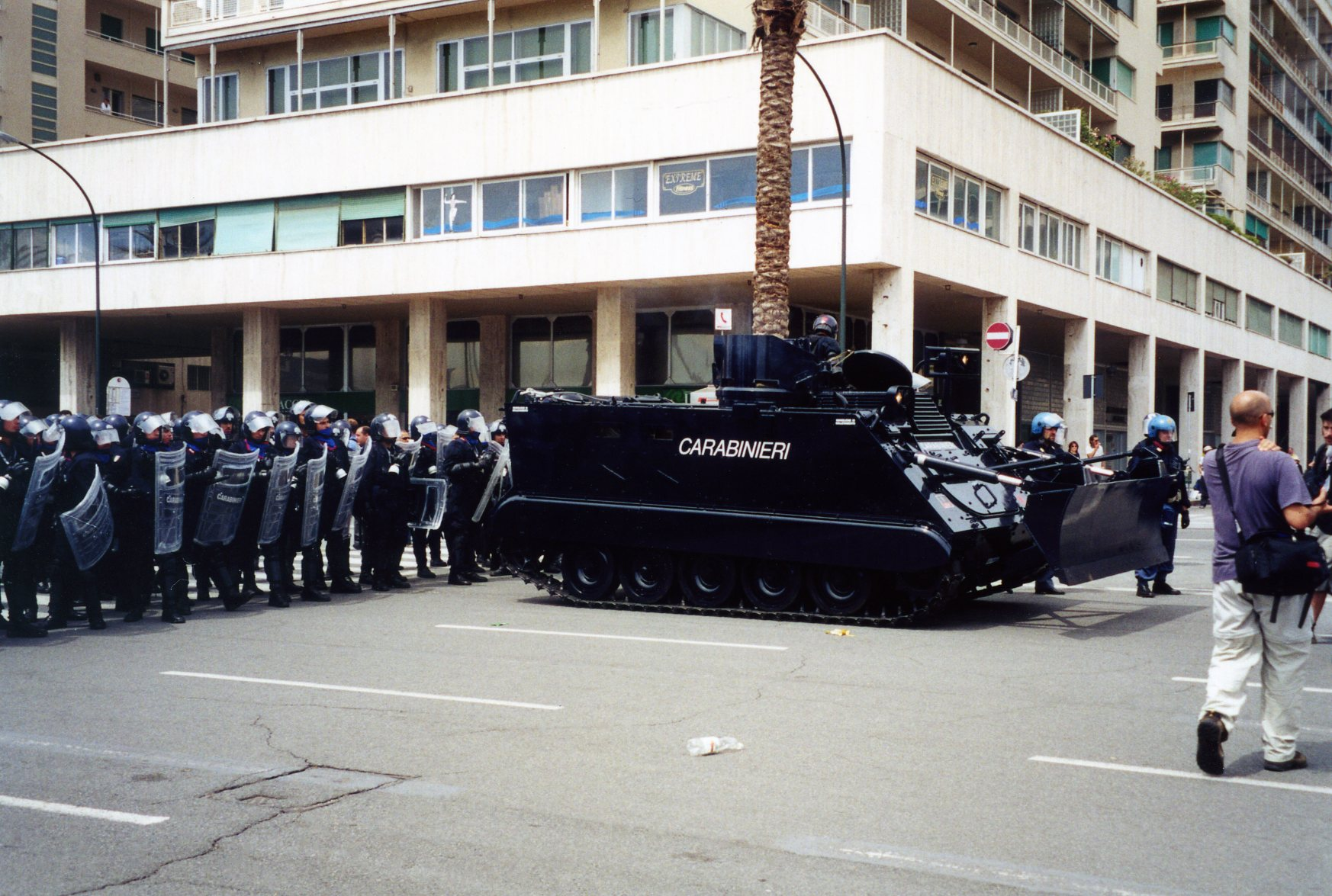
Sommet G8 Gênes 2001 - Carabinieri et véhicule blindé (Gênes, 2001).

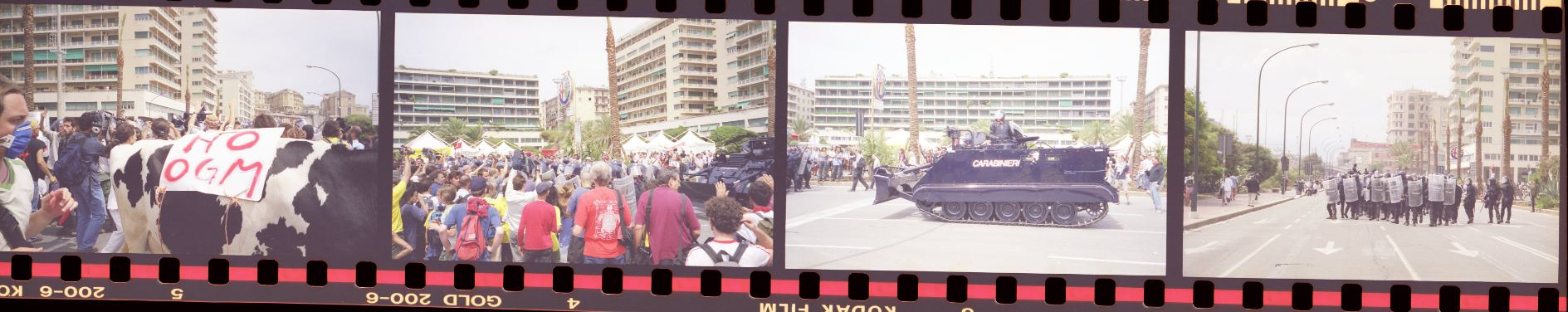
Les rues de Gênes lors des manifestations contre le sommet du G8 de 2001.

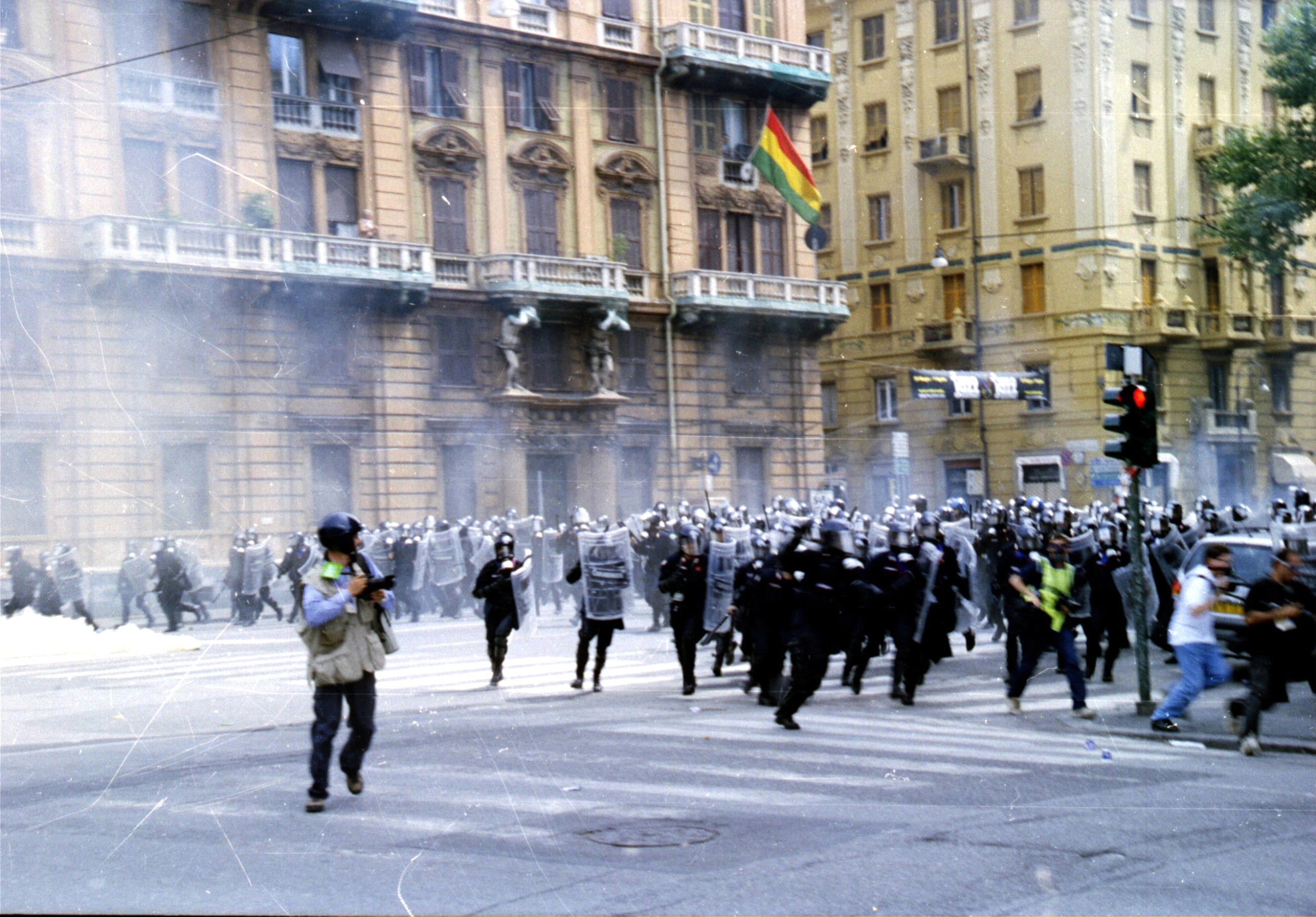
Charge des forces de police lors des manifestations anti-G8.

Le sommet du G8 de 2001, 27e réunion du G8, réunissait les dirigeants des 7 pays les plus industrialisés et la Russie, ou G8, du  20 au 22 juillet 2001, dans la ville italienne de Gênes. À sa marge et par opposition, se sont déroulés des contre-sommets anti-G8 aux buts et moyens divers. En raison des émeutes, nombreuses et violentes qui s'y sont déroulées, il s'agit du dernier G8 s'étant tenu au sein d'une grande ville. Cette décision de ses membres dont les réunions se tiennent désormais dans des endroits moins accessibles fait également suite aux attentats du 11 septembre 2001.
Amnesty International qualifie la répression de manifestants pacifiques de « plus grande violation des droits humains et démocratiques dans un pays occidental depuis la Seconde Guerre mondiale ».  Ce n'est qu'en 2017 que les autorités policières reconnaîtront officiellement les exactions : « À Gênes, un nombre incalculable de personnes innocentes ont subi des violences physiques et psychologiques qui les ont marquées à vie ».

## Histoire
Le G8 intervient dans un contexte de glissement à droite dans de nombreux pays et de percée de la pensée néoconservatrice. George W. Bush a été élu président des États-Unis en novembre 2000 et Silvio Berlusconi a retrouvé la fonction de président du Conseil des ministres d'Italie en juin 2001.
Au cours des semaines précédant le sommet, les médias italiens tendent à décrire les militants altermondialistes comme des séditieux se préparant à des violences. Les autorités déploient un dispositif policier de presque vingt-cinq mille hommes, tandis que des dizaines d’agents des services secrets italiens et étrangers sont également présents en ville.

### Les émeutes
Les événements principaux sont :
- le jeudi 19, la manifestation pacifique pour les droits des migrants,
- le vendredi 20, les tentatives des manifestants pour pénétrer dans la zone rouge, protégée par un mur métallique, où se tient le sommet donnant lieu à de violentes émeutes (un manifestant tué par les forces de police Carlo Giuliani et deux manifestants gravement blessés),

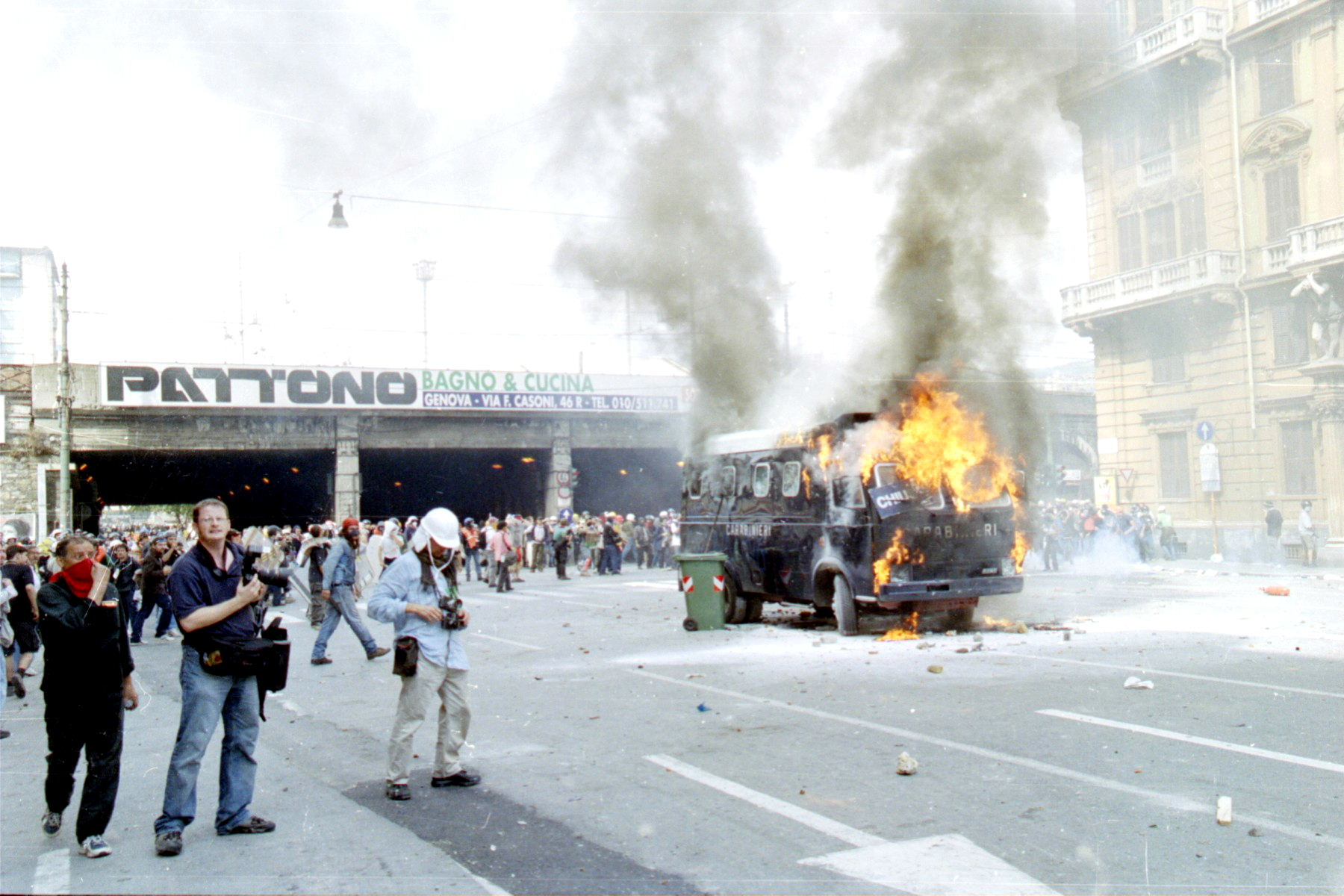
Fourgon des carabiniers incendié sur le corso Torino.

- le samedi 21, la grande manifestation unitaire rassemblant 300 000 personnes, finit en bataille rangée entre la police et les plus radicaux des manifestants,
- le dimanche 22, assaut des forces de l'ordre sur l'école Diaz qui abritait le centre de convergence des médias alternatifs, afin de détruire des preuves concernant des violences policières. 307 manifestants qui dormaient à l'école Diaz sont battus, arrêtés puis séquestrés pendant trois jours par des policiers et carabiniers à la caserne de Bolzaneto et y subissent de nombreux sévices, violences et humiliations[4].

Le « siège » central des anti-mondialisation (terme rassemblant alors tous les anti-G8) était le « Genoa Social Forum ».

### Bilan
Au terme de trois jours d'émeute et de répression, le bilan est d'un mort (Carlo Giuliani), 600 blessés du côté des manifestants, près de 200 voitures brûlées, des dizaines de banques, stations essences, agences immobilières détruites, etc.
Il s'agit selon Amnesty International de « la plus grave atteinte aux droits démocratiques dans un pays occidental depuis la fin de la Seconde Guerre mondiale».
Dix militants identifiés ont été condamnés à de lourdes peines de prison, allant jusqu'à quinze ans d’emprisonnement, tandis que les policiers accusés de violences sont amnistiés. Lors du procès, leurs avocats ont souligné la « disproportion abyssale des peines entre des dommages causés à des biens et ceux infligés à des personnes ».

### Violences policières
Parmi les violences policières de la caserne de Bolzaneto[source secondaire nécessaire] :
- Des manifestants sont sommés de chanter des chants fascistes ou faire le salut hitlérien,
- Plusieurs ont dû rester des heures durant, les jambes écartées les bras tendus contre le mur,
- La plupart des manifestants arrêtés ont été frappés à coups de matraque et giflés,
- Plusieurs manifestants ont été menacés de viol, d'autres à coup de poing, d'autres ont eu les côtes ou les bras fracturés, puis d'autres ont été brûlés à la cigarette.
- Plusieurs filles devaient tourner nues sur elles-mêmes sous les rires des policiers[4],
- Une jeune femme s'est vue retirer son piercing vaginal, malgré ses règles, devant cinq personnes.

Lors du procès de mars 2008, sept ans plus tard, des peines pour un total de soixante-seize ans et quatre mois à l'encontre de 44 inculpés sont requises. Les policiers, carabiniers, agents pénitentiaires et médecins sont accusés d'abus de pouvoir, de violences privées, d'injures ou encore de coups. Ils sont également accusés de « falsification de preuves », ayant apporté eux-mêmes des cocktails Molotov. Aucun ne purgera sa peine du fait d’une loi d’amnistie instaurée en 2006.
Le 18 juillet 2017, une loi introduisant le délit de torture entre en vigueur. Le lendemain, le chef de la police italienne, Franco Gabrielli, déclare dans le journal La Repubblica que des manifestants ont été victimes d'« actes de torture ».

### Appréciations
« Gênes a été l'expression des "ouvriers sociaux", mobiles, flexibles, pauvres, intelligents, aléatoires, radicaux… »
— Antonio Negri, Ainsi commença la chute de l'Empire (2002), repris dans Inventer le commun des hommes (2010)

#### Romans
- Roberto Ferrucci, Ça change quoi (roman) (traduit de l'italien par Jérôme Nicolas), édition originale 2007, Seuil 2010.
- Frédéric Paulin, La Nuit tombée sur nos âmes, Villenave-d'Ornon, Agullo Éditions, coll. « Agullo noir », septembre 2021, 288 p.  (ISBN 978-2-38246-003-0)

### Filmographie
- 2001 : Un altro mondo è possibile (documentaire collectif sur la protestation)
- 2012 : Diaz : un crime d'État de Daniele Vicari
  - Marie-Elisabeth Rouchy, « Diaz » : l'impressionnante autopsie d'un massacre policier par Daniele Vicari, L'Obs, 4 juin 2013, [lire en ligne].